# Konflikten i det nordlige Mali
Konflikten i det nordlige Mali også kaldet Tuaregoprøret og Azawad-krigen er et igangværende separatistisk oprør, der blev begyndt 16. januar 2012 af tuareger og andre folkeslag i Awzad-regionen i det nordlige Mali. Oprøret ledes af den nationale bevægelse for Azawads frigørelse (MNLA), og oprørerne kæmper mod den maliske regering for uafhængighed eller øget selvstyre for det nordlige Mali, der også er kendt som Azawad. MNLA-bevægelsen har siden april 2012 haft kontrol over området.
Den 22. marts 2012 blev præsident Amadou Toumani Touré væltet ved et statskup blot en måned før det planlagte præsidentvalg. Baggrunden var hans håndtering af krisen En gruppe soldater, som kalder sig Den nationale komité for genoprettelse af demokrati og stat (CNRDR) overtog kontrollen og suspenderende forfatningen. Som en konsekvens af den ustabilitet, som kuppet skabte, lykkedes det oprørerne at invadere Malis tre nordligste større byer, Kidal, Gao og Timbuktu. Den 5. april 2012, efter erobringen af Douentza erklærende MNLA, at den havde nået sit mål og ville stoppe sin offensiv. Dagen efter erklærende Azawad uafhængighed fra Mali.
MNLA blev oprindeligt støttet af den islamistiske gruppe Ansar Dine. Efter den maliske regeringshær var fordrevet fra Azawad, begyndte Ansar Dine at indføre en streng sharia-lovgivning. MNLA og islamisterne kæmpede for at forene deres forskellige visioner for den fremtidige stat. Nu afbrød MNLA samarbejdet med Ansar Dine og begyndte at kæmpe imod dem og andre islamistiske grupperinger som Bevægelsen for tro og jihad i Vestafrika (MOJWA), der er en udbrydergruppe fra al-Qaeda. Den 17. juli 2012 havde MNLA mistet kontrollen med det nordlige Mali.
Den 11. januar 2013 fortalte Frankrigs præsident François Hollande, at han havde modtaget en anmodning om udenlandsk bistand fra den maliske regering og erklærede, at den havde Frankrig til hensigt at yde.
En fredsaftale mellem regeringen og oprørerne blev underskrevet den 18. juni 2013.
1.911 blev dræbt i 2021. Dødsfald totalt: mindst 15.000 er blevet dræbt i konflikten.

## Baggrund
Uddybende artikel: Malis historie.
I starten af 1990'erne dannede nomadefolket Tuareg Folkebevægelsen Azawad (MPA) og erklærende krig for uafhængighed til regionen Azawad. På trods af fredsaftaler, som blev indgået med regeringen i Mali i 1991 og 1995, opstod der en voksende utilfredshed blandt de tidligere Tuareg-krigere, der var indgået i regeringshæren. Det udløste nye kampe i 2007. Det har historisk set været svært at danne alliancer mellem de relegionsneutrale befolkningsgrupper og islamistiske grupper, men det lykkedes MNLA at skabe en alliance med gruppen Ansar Dine og al-Qaeda, hvilket udløste Konflikten i det nordlige Mali 2012.
Organisationen MNLA var en udløber fra den politiske uafhængighedsorganisation, Den Nationale Bevægelse for Azawad (MNA), forud for oprøret. Efter afslutningen af libyske borgerkrig, blev mange våben sendt over grænsen til Azawad, hvilket førte til at oprørerne var bedre udrustet end tidligere. Dette overraskende regeringshæren, som ikke havde set det i tidligere konflikter.
Selv om oprøret var domineret af tuareger, udtalte MNLA at flere andre etniske grupper var godt repræsenteret., og blev angiveligt hjulpet af andre arabiske ledere. MNLA's leder Bilal Ag Acherif sagde, at det var op til Malis regering at bestemme, hvorvidt de ville give Azawad selvstændighed, ellers vil den blive taget med magt.
En anden tuaregdomineret gruppe er Ansar Dine (forsvarerne af tro). Den kæmpede i starten side om side med MNLA. I modsætning til MNLA søgte Ansar Dine ikke uafhængighed, men snarere indførelse af islamisk lov (sharia) over hele Mali. Gruppens leder Iyad ag Ghaly deltog i konfliktens begyndelse i 1990'erne, og er senere blevet sat i forbindelse med en udløber af al-Qaeda, AQIM, der er ledet af hans fætter Hamada Ag Hama og den algeriske efterretningstjeneste.
Mali har gennemgået flere kriser, hvilket har været med til at skabe denne konflikt.
- Uafhængighedskrig: Etablering af en Tuareg-stat har længe været ønsket af MNLA, der begyndte sit oprør 1962. Den centrale regering har lige siden være i kamp for at beskytte sit territorium.
- Hungersnød: Malis økonomi er meget afhængig af udenlandsk bistand, som har ført til at det Økonomiske Fællesskab af Vestafrikanske Stater (ECOWAS) til at sanktionere militærjuntaen.[70]
- Politisk krise: Mytteri i militæret førte til at præsidenten blev væltet.

## Tuareg-oprør (januar-april 2012)
De første angreb fandt sted i Ménaka, som er en lille by i den fjernøstlige Mali. De skete den 16. og 17. januar 2012. Den 17. januar 2012 rapporteredes angreb i Aguelhok og Tessalit , som Malis hær dog generobrede dagen efter. Den 24. januar 2012 genvandt oprørerne Aguelhok, efter hæren var løbet tør for ammunition. Den næste dag generobrede hæren igen byen. Regeringen igangsatte luft- og landoperationer for at genvinde kontrollen over hele området, mens der var store demonstrationer i hovedstaden Bamako og i byen Kati. Den maliske præsident Amadou Toumani Touré valgte efterfølgende at udskifte ledelsen i hæren, for at vinde kampen mod oprøret.
Den 1. februar 2012 tog MNLA igen kontrollen med byen Ménaka, da Malis hær foretog en taktisk tilbagetrækning. Det blev gjort for at modvirke protester i hovedstaden. Flere maliske soldater blev dræbt under kampe i Aguelhok. Den 6. februar 2012 angreb og indtog oprørerne regionshovedstaden Kidal.
Den 4. marts 2012 blev nye kampe rapporteret nær en tidligere oprørsby, Tessalit. Den næste dag opgav tre hærkompagnier at fortsætte nedkæmpelsen af oprørerne. Et amerikansk C-130-fly forsynede de tre kompagnier med nye våben, så de kunne fortsætte med at kæmpe. Den 11. marts 2012 flygtede MNLA-oprørerne tilbage til Tessalit og dens lufthavn, mens hæren søgte mod den algeriske grænse.
Oprørerne rykkede tættere mod hovedstaden, til 125 km fra byen Timbuktu. Deres fremrykning skete ubemærket, og de overtog byerne Diré og Goundam uden kamp. Ansar Dine erklærede at de nu havde kontrol med grænsen til Algeriet.

### Statskup marts 2012
Den 21. marts 2012 angreb soldater Malis forsvarsminister Sadio Gassamas bil med sten, da han ankom til en militærbase. Han var på besøg for at tale for regeringens politik i forbindelse med håndteringen af konflikten. Senere samme dag stormede soldater præsidentpaladset, hvilket tvang præsident Amadou Toumani Touré i skjul.
Næste morgen optrådte formanden  for CNRDR, kaptajn Amadou Sanogo, i tv, hvor han meddelte at militærjuntaen havde suspenderet Malis forfatning og overtaget kontrollen med landet. Hæren gav Amadou Toumani Tourés dårlige håndtering af oprøret, samt dårlig udrustning af militæret, skylden for oprøret. CNRDR ville fungere som en midlertidig regering, indtil der blev valgt en ny demokratisk regering.
Kuppet blev blev fordømt i store dele af det internationale samfund, herunder FN's sikkerhedsråd, Den afrikanske union og Økonomiske Fællesskab af Vestafrikanske Stater (ECOWAS), hvor sidstnævnte den 29. marts 2012 krævede at CNRDR, havde 72 timer til at opgive kontrollen med Mali, ellers ville omkringliggende lande lukke deres grænser, og landets aktiviteter i UEMOA vil blive fastfrosset og rejseforbud for landets borgere. Senere har ECOWAS og Den afrikanske union suspenderet Mali. USA, Verdensbanken og Den afrikanske udviklingsbank har senere også lukket for udbetaling af udviklingsbistand, som en reaktion på kuppet.
Elfenbenskystens præsident Alassane Ouattara, som har formandskabet for ECOWAS, sagde, at når der kom en civil regering, ville ECOWAS sende en militær styrke på 2.000 mand ind mod oprøret. Burkina Fasos præsident Blaise Compaore blev valgt som mægler mellem juntaen og ECOWAS for at løse krisen. Der blev opnået enighed mellem ECOWAS forhandlingsgruppe og juntaen den 6. april, hvor både Sanogo og Touré ville træde tilbage, sanktionerne ophæves og mytteristerne ville blive fritaget for straf. Magten skulle også gå tilbage til Malis nationalforsamling og formanden blev Diouncounda Traoré. Efterfølgende sagde Diouncounda Traoré at han ville 'føre en samlet og uforsonlig krig' imod Tuareg-oprørene, medmindre de opgav kontrollen af det nordlige Mali.

### Overtagelse af Douentza og Menaka
Tekst mangler, hjælp os med at skrive teksten

## Udenlandsk intervention (januar 2013)
På opfordring fra både den maliske regering og ECOWAS til en udenlandsk intervention, besluttede FN's sikkerhedsråd den 12. oktober enstemmigt, at hjælpe hæren i Mali (i henhold til FN-pagten, kapitel VII) mod de islamistiske oprørere. Resolutionen gav 45 dage til ECOWAS og den Afrikanske Union til at udarbejde "detaljerede anbefalinger og handlingsplaner" til en militær intervention, hvor den forventede styrke skulle være på 3.000 mand. Tidligere havde ECOWAS fremlagt en plan, som dog blev afvist af diplomater, da de vurderede den til at være for udetaljeret.
Mens tilladelsen til planlægning trådte i kraft, afsatte FN også økonomiske ressourcer til deres rådighed, ved sikkerhedsrådets resolution 2071, der dog ikke tillader indsættelse af militære styrker. FN's sikkerhedsråds resolution 2085, vedtaget 20. december 2012, bemyndiger en afrikansk ledet støttemission(AFISMA) til at handle militært, for en indledende periode på et år.
Den 8. januar 2013 bliver det rapporteret gennem Al-Jazeera, at oprørere har tilfangetaget 12 maliske regeringssoldater nær byen Konna. Samme dag rapporterede fransk statsradio, at regeringstropper har været i kamp ved Konna, og har affyret varselsskud. Kampene breder sig imod byen Douentza.
Den 27. januar afholdt den Afrikanske Union et topmøde i Addis Ababa i Etiopien. Afgående AU-formand Thomas Boni Yayi, præsident i Benin, orienterede sine kollegaer om situationen i Mali, og takkede Frankrig, Malis tidligere koloniherre, for at tage føringen i den militære intervention. 29. januar afholdtes en donorkonference i Etiopien, der skulle skaffe støtte til en afrikansk ledet mission i Mali. Efterfølgende gav AU sine medlemslande en uge, til at indsætte landtropper i Mali.

### MNLA indgår fredsaftale med Malis regering
I december 2012 begyndte det nu fordrevne MNLA fredsforhandlinger med den maliske regering og opgav i denne sammenhæng sit krav om et uafhængigt Azawad til fordel for en anmodning om selvstyre under Mali for Azawad. Efter det franske indtog i januar 2013 udtalte MNLA talsmand i Paris, Moussa Ag Assarid (som tidligere havde kritiseret en udbrydergruppe fra MNLA, FPA for at opgive kravet om selvstændighed), at MNLA er klar til at hjælpe deres tidligere modstander i kampen mod islamisterne. På dette tidspunkt havde MNLA ikke kontrol over nogle nævneværdige lokaliteter, og var kun stærk i grænseområderne mod Mauretanien, Algeriet og Niger. Tidligere besiddelser er blevet overtaget af islamistiske grupper.
Efter fredserklæringen genvandt MNLA kontrollen med byerne Tessalit og Kidal (stedet hvor tilhængere af MNLA tidligere har demonstreret) i slutningen af januar.

### Slaget ved Konna og fransk intervention
Den 10. januar erobrede islamisterne den strategiske by Konna, der kun ligger 600 km fra hovedstaden, fra den maliske hær. Senere, anslås det at 1.200 islamistiske krigere når inden for 20 km, nær den maliske garnisonsby Mopti, hvor den vigtige Sévaré Lufthavn ligger.
Næste dag indledte det franske militær Operation Serval. Ifølge analytikere, blev Frankrig tvunget til at gribe ind på dette tidspunkt, da Sévaré Lufthavn, der ligger 60 km syd for Konna, var truet af islamister. Operationen inkluderede brugen af Gazellehelikoptere (med specialstyrker), der stoppede en islamistisk kolonne på vej mod Mopti, og anvendelsen af fire Mirage 2000D-jagerbombere fra det franske luftvåben med base i Tchad. Natten mellem den 11. og 12. blev 12 mål tilintetgjort af Miragerne. Den franske forsvarschef, Édouard Guillaud, meddelte, at islamisterne havde trukket sig ud af Konna - og trukket sig langt mod nord. Luftangrebene har angiveligt ødelagt flere technicals (pickup trucks med våben) samt en kommandocentral. Angrebene dræbte flere islamister. Den franske pilot, løjtnant Damien Boiteux, blev dræbt efter hans helikopter blev beskudt under landoffensiven.
I løbet af natten den 11. januar erklæres det, at den maliske hær støttet af den franske hær, har generobret byen Konna, og hævder at have dræbt over 100 islamister. Efterfølgende meddelte en malisk løjtnant, at der var blevet udført undersøgelsesoperationer i Konna, for at fjerne de sidste islamister, der skulle været blevet. Det franske nyhedsbureau, AFPs, vidner har set dusinvis af islamistiske lig rundt omkring Konna, mens én mand fortæller, at han har set 46 lig. Det franske luftvåben erklærede at de havde tilintetgjort fire køretøjer, mens den maliske hær hævder at næsten 30 køretøjer blev bombet. Adskillige maliske soldater og 10 civile mistede livet i kampene. En beboer i Gao, MOJWA's højborg, sagde at byens hospital var blevet fyldt med sårede islamister. I alt, hævder en lokal indbygger at have fundet omkring 148 lig ved Konna.
I kølvandet på den franske reaktion siger ECOWAS, at de lovede afrikanske tropper skulle sendes til Mali nu. FN's Sikkerhedsråd meddelte også, at den FN-ledede styrke vil blive udsendt i nærmeste fremtid. EU har meddelt at de vil sende uddannelsestropper til Mali. MNLA har tilbudt at deltage i offensiven mod islamisterne.
Den 12. januar meddelte den britiske regering, at den sendte et Royal Air Force-fly til transportformål for primært franske tropper, men også afrikanske tropper i Mali.
Den 13. januar annoncerede regionale sikkerhedskilder, at en højtplaceret leder i Ansar Dine, Abdel Krim var blevet dræbt i Konna. Den franske forsvarsminister, Le Drian, meddelte at nye luftangreb var i gang i Mali, mens der den følgende nat vil blive udført flere angreb. En beboer i Léré rapporterede at der var blevet udført luftangreb i området. Luftangrebene blev koncentreret omkring byerne Konna, Léré og Douentza. To helikoptere var blevet observeret angribe islamistiske positioner i Gao. En række angreb målrettet mod islamistiske baser omkring Gao, blev udført med succes. En islamistisk base i Kidal blev tilintetgjort af flyangreb. Den franske forsvarsminister meddelte at yderligere fire fly havde forladt Frankrig, og havde deltaget i bombningen ved Gao. Flybasen er placeret i Tchad.
Det blev rapporteret, at MUJAO har forladt Gao, efter deres baser blev bombet. Borgere i Geo meddelte at 60 islamister blev dræbt i luftangrebene. Nogle enkelte islamister gemte sig i byens huse, og har i løbet af natten fjernet ligene i efter angrebene.
Den 15. januar angreb islamister byen Diabaly, 400 km nord for Bamako, i regeringskontrollerede områder. De kom fra den mauretanske grænse, hvor de var flygtet over, for at undgå luftangreb. AQIM's leder Abu Zeid ledte operationen. Samme dag truede islamister med at udføre terrorangreb på fransk jord. Få timer efter angrebet, havde islamisterne taget kontrol med byen.
Den 15. januar bekræftende den franske forsvarsminister, at det maliske militær ikke havde generobret Konna, trods tidligere påstande om det. I mellemtiden har det canadiske luftvåben afsendt et transportfly til Mali, i en lignende rolle som den britiske indsats. Folketinget har besluttet at bidrage med et C-130 Hercules transportfly og den belgiske regering har sendt to C-130-transportfly og en lægehelikopter medfølgende 80 mand som personale.

### Gidseldramaet i In Aménas 2013
Den 16. januar rapporteres det, at medlemmer af AQIM har krydset grænsen til Algeriet, hvor de havde erobret et algerisk Gasanlæg ejet af Statoil og BP, tæt på grænsen til Libyen. De militante gidseltagere meddeles at have dræbt to udenlandske statsborgere, og de udtaler at formålet er at hævne sig over de lande, som deltog i kampen i Mali. Flere udlændinge blev taget som gidsler, herunder fem nordmænd. Den 19. januar blev 11 militante og syv gidsler dræbt i et endeligt angreb for at afslutte gidseltagningen. I alt menes det, at 40 gidsler blev dræbt.

## Fodnoter
1. 1 2  "Mali and Tuareg rebels sign peace deal", BBC, 19. juni 2013.
2. ↑  "EU dilemma over Malian armed forces training". Euronews. 14. januar 2013. Arkiveret fra originalen 19. januar 2013.
3. ↑  "Military aid set to help Mali". Brisbane Times. 18. januar 2013.
4. ↑  "Regering keurt steun aan militaire interventie in Mali goed  ( Belgium sends transport planes, helicopters and military personnel)". De Standdard. 15. januar 2012. Hentet 18. januar 2013. (nederlandsk/hollandsk)
5. ↑  "Canada sending C-17 transport plane to help allies in Mali". www.cbcnews.ca. 14. januar 2013. Hentet 14. januar 2013.
6. ↑  "Danmark sender transportfly ind i kampene i Mali (Denmark Confirms Sending Aid to Mali)". Politiken.dk. 14. januar 2012. Arkiveret fra originalen 16. januar 2013. Hentet 18. januar 2013.
7. ↑  Denmark confirms sending aid to Mali Arkiveret 16. januar 2013 hos  Wayback Machine. Politiken, 2013.
8. ↑  "Germany pledges two transport planes for Mali". AFP. 16. januar 2013. Arkiveret fra originalen 1. februar 2013. Hentet 18. januar 2013.
9. ↑  "Mali: Italy to offer France logistical support". The Telegraph. 16. januar 2013. Hentet 18. januar 2013.
10. ↑  "Nederlands transport voor Franse missie Mali". Nieuws.nl. 17. januar 2013. Hentet 19. januar 2013.
11. ↑  "French launches 'total reconquest' of Mali's north". AFP. 20. januar 2013. Arkiveret fra originalen 31. august 2013.
12. ↑  España confirma que intervendrá en Malí Arkiveret 5. marts 2016 hos  Wayback Machine. Cuartopoder, 2013.
13. ↑  Spain provides a transport plane. Arkiveret 18. januar 2013 hos  Wayback Machine. ABC, 2013.
14. ↑  "UK troops to assist Mali operation to halt rebel advance". BBC. 1. januar 1970. Hentet 2013-01-13.
15. ↑  "US to provide French air transport in Mali". US to provide French air transport in Mali. Al-Jazeera. Hentet 19. januar 2013.
16. 1 2 3  Par Europe1.fr avec AFP. "Mali: nouveau groupe armé créé dans le Nord". Europe1.fr. Arkiveret fra originalen 19. oktober 2013. Hentet 9. april 2012.
17. ↑  Felix, Bate; Diarra, Adama (10. april 2012), New north Mali Arab force seeks to "defend" Timbuktu, Reuters, arkiveret fra originalen 25. juli 2012, hentet 21. januar 2013
18. ↑  "Tuareg separatists offer military help to defeat Mali's Islamists". Agence France-Presse. 16. januar 2013. Hentet 19. januar 2013.
19. 1 2  "Traore readies to take over in Mali". News24. 12. april 2012. Arkiveret fra originalen 17. juli 2018. Hentet 12. april 2012.
20. ↑  "Is Qatar fuelling the crisis in north Mali? - MALI". FRANCE 24. Hentet 28. januar 2013.
21. ↑  MISNA (20. januar 2012). "Mali: Fighting In North; The New Touareg War". Eurasiareview.com. Hentet 7. marts 2012.
22. ↑  Daniel, Serge (30. marts 2012). "Mali's isolated junta seeks help to stop Tuareg juggernaut". ModernGhana.com. Hentet 1. april 2012.
23. ↑  "Mali Tuareg rebels' call on independence rejected". BBC. 6. april 2012. Hentet 6. april 2012.
24. ↑  "Facts: Islamist groups present in northern Mali". Google News. Agence France-Presse. 13. januar 2013. Arkiveret fra originalen 1. februar 2013. Hentet 21. januar 2013.
25. ↑  Laurence, Norman (31. oktober 2012). "Europe's Response to Mali Threat". Wall Street Journal Blogs. Hentet 20. januar 2013.
26. ↑  "Mali Conflict: UN backs France's Military Intervention". BBC News. 14. januar 2013. Hentet 15. januar 2013.
27. 1 2 3  "Chad to send 2000 soldiers to Mali". Courier Mail. 17. januar 2013. Arkiveret fra originalen 15. juni 2020. Hentet 18. januar 2013.
28. 1 2 3 4 5 6 7 8 9  "Les djihadistes s'emparent d'une ville à 400 km de Bamako". Hentet 14. januar 2013. {{cite news}}: Teksten "(fransk)" ignoreret (hjælp)
29. ↑  "Mali army retakes key towns from rebels". Al Jazeera English. 18. januar 2013. Hentet 18. januar 2013.
30. ↑  Chu, Henry (17. januar 2013). "EU authorizes military training mission for Mali". LA Times. Hentet 17. januar 2013.
31. 1 2 3 4 5  Jeremy Keenan (20. marts 2012). "Mali's Tuareg rebellion: What next?". Al Jazeera. Hentet 23. marts 2012.
32. 1 2  Sofia Bouderbala (2. april 2012). "Al-Qaeda unlikely to profit from Mali rebellion: experts". The Daily Star. Arkiveret fra originalen 2. april 2012. Hentet 3. april 2012.
33. 1 2 3  "France begins Mali military intervention". Al Jazeera. 11. januar 2013. Hentet 11. januar 2013.
34. ↑  "Analysis: French early strike shakes up Mali intervention plan". Reuters. Arkiveret fra originalen 16. januar 2013. Hentet 21. januar 2013.
35. ↑  2 killed (17–19 January),Fierce clashes between Malian army and Tuareg rebels kill 47 - Telegraph 160 killed (24–25 January),www.haaretz.com 2 killed (16. februar),Heavy fighting in north Mali, casualties reported | Reuters Arkiveret 27. december 2017 hos  Wayback Machine total of 164+ reported killed
36. ↑  "Des prisonniers crient leur détresse". El Watan. 8. april 2012. Arkiveret fra originalen 9. april 2012. Hentet 9. april 2012. (fransk)
37. 1 2  Felix, Bate. "France bombs Mali rebels, African states ready troops". Reuters. Arkiveret fra originalen 24. september 2015. Hentet 13. januar 2013.
38. 1 2 3  "Over 100 dead in French strikes and fighting in Mali". Reuters. 9. januar 2013. Arkiveret fra originalen 9. august 2015. Hentet 13. januar 2013.
39. 1 2  Al Jazeera, Rebels capture Mali government troops, Al Jazeera, 8. januar 2013
40. ↑  "Fierce clashes between Malian army and Tuareg rebels kill 47". The Daily Telegraph. 19. januar 2012. Arkiveret fra originalen 14. oktober 2012. Hentet 21. januar 2013.
41. ↑  "Mali says 20 rebels killed, thousands flee". Reuters. 5. februar 2012. Arkiveret fra originalen 23. november 2012. Hentet 7. marts 2012.
42. ↑  "Heavy fighting in north Mali, casualties reported". Reuters. 7. februar 2012. Arkiveret fra originalen 27. december 2017. Hentet 11. januar 2013.
43. 1 2  "Mali: au moins 35 morts dans les affrontements islamistes/Touareg à Gao". Google News. Agence France-Presse. 30. juni 2012. Arkiveret fra originalen 22. januar 2013. Hentet 30. juni 2012. (fransk)
44. 1 2  "Islamists seize north Mali town, at least 21 dead in clashes". Google. 27. juni 2012. Arkiveret fra originalen 1. februar 2013. Hentet 12. januar 2013.
45. 1 2  "New fighting breaks out in northern Mali". France 24. 16. november 2012. Hentet 12. januar 2013.
46. 1 2  "North Mali clashes kill dozens, some unarmed: source" Google News (AFP), 20 November 2012
47. ↑  "French air strikes stop Mali Islamist advance". Agence France-Presse. 12. januar 2013. Arkiveret fra originalen 1. februar 2013. Hentet 12. januar 2013.
48. ↑  Tran, Mark (17. januar 2013). "Mali refugees flee across borders as fighting blocks humanitarian aid". The Guardian. Hentet 18. januar 2013.
49. ↑  "Maliske soldater: Præsident væltet ved kup". Al Jazeera. 22. marts 2012. Hentet 22. marts 2012.
50. ↑  Associated Press, "Coup Leader Reinstates Mali's Constitution", Express, 2. april 2012. p. 8.
51. ↑  Baba Ahmed and Rukmini Callimachi (2. april 2012). "Islamist group plants flag in Mali's Timbuktu". Boston Globe. Associated Press. Hentet 3. april 2012. (Webside ikke længere tilgængelig)
52. ↑  Serge Daniel (4. april 2012). "Mali junta denounces 'rights violations' by rebels". Google. Agence France-Presse. Arkiveret fra originalen 1. februar 2013. Hentet 6. april 2012.
53. ↑  "Tuareg rebels declare the independence of Azawad, north of Mali". Al Arabiya. 6. april 2012. Hentet 6. april 2012.
54. ↑  "Mali: Islamists seize Gao from Tuareg rebels". BBC News. 27. juni 2012. Hentet 27. juni 2012.
55. ↑  Nossiter, Adam (18. juli 2012). "Jihadists' Fierce Justice Drives Thousands to Flee Mali". The New York Times. {{cite news}}: |access-date= kræver at |url= også er angivet (hjælp)
56. ↑  "Two French soldiers killed in Mali: French presidency". www.aljazeera.com.
57. ↑  Reuters Staff (5. januar 2021). "More than 20 at Mali wedding ceremony killed in air strike - health worker". Reuters – via www.reuters.com.
58. ↑  "Dozens of troops killed, scores missing after raids on Mali bases". www.aljazeera.com.
59. ↑  "American commandos face complicated mission in Mali". Military Times. 18. september 2017. Hentet 30. oktober 2017.
60. 1 2  Backgrounder: Situation in Mali, Ralph Sundberg, June 5, 2012, Uppsala Conflict Data Program, Backgrounder: Situation in Mali | Uppsala Conflict Data Program (UCDP)
61. ↑  Mali, UCDP Conflict Encyclopedia, retrieved Jan. 14, 2013, Database - Uppsala Conflict Data Program (UCDP) Arkiveret 17. december 2014 hos  Wayback Machine
62. 1 2  Andy Morgan (6. februar 2012). "The Causes of the Uprising in Northern Mali". Think Africa Press. Hentet 7. marts 2012.
63. ↑  "Mali: 47 Die in Clashes Between Troops, Rebels – Ministry". allAfrica.com. Agence France-Presse. 19. januar 2012. Hentet 7. marts 2012.
64. ↑  Adam Nossiter (5. februar 2012). "Qaddafi's Weapons, Taken by Old Allies, Reinvigorate an Insurgent Army in Mali". The New York Times. Hentet 26. marts 2012.
65. ↑  "Dans le nord du Mali, les Touaregs du MNLA lancent un nouveau défi armé à l'Etat". Le Monde. Hentet 7. marts 2012. (fransk)
66. ↑  Ibrahim, Jibrin (26. marts 2012). "West Africa: Mali and the Azawad Question". allAfrica.com. Hentet 2. april 2012.
67. ↑  "Mali: Timbuktu heritage may be threatened, UNESCO says". BBC. 3. april 2012. Hentet 4. april 2012.
68. ↑  "AFP: Islamist fighters call for Sharia law in Mali". Google. 13. marts 2012. Arkiveret fra originalen 23. april 2012. Hentet 22. marts 2012.
69. ↑  Marc Fonbaustier, Mali: A case study of a complex african crisis, Marcfonbaustier.tumblr.com, June 2012
70. ↑  "West African ECOWAS Leaders Impose Mali Sanctions". BBC. 3. april 2012. Hentet 14. januar 2013.
71. 1 2  "Mali Besieged by Fighters Fleeing Libya". Stratfor. Hentet 22. marts 2012.
72. ↑  Rice, Xan (19. februar 2012). "Mali steps up battle against Tuareg revolt". Financial Times. Hentet 24. marts 2012.
73. 1 2  "Mali capital paralysed by anti-rebellion protests". Reuters. 2. februar 2012. Arkiveret fra originalen 23. november 2012. Hentet 7. marts 2012.
74. ↑  "Contre la gestion de la crise du nord: Les élèves ont marché hier à Kati". Mali Web. 20. marts 2012. Arkiveret fra originalen 22. marts 2012. Hentet 24. marts 2012. (fransk)
75. ↑  "Mali: Rebellion claims a president". IRIN. 22. marts 2012. Hentet 2. april 2012.
76. ↑  "Tuareg rebels attack Mali town of Kidal". Al Jazeera. 6. februar 2012. Hentet 25. marts 2012.
77. ↑  "Malian soldiers battle Tuareg rebels in northeast: sources". Gulf Times. Agence France-Presse. Arkiveret fra originalen 23. november 2012. Hentet 7. marts 2012.
78. ↑  "Mali govt forces fail to lift garrison town siege". Reuters. 5. marts 2012. Arkiveret fra originalen 23. november 2012. Hentet 22. marts 2012.
79. ↑  "Malian forces battle Tuareg rebels". News24. South African Press Association. 4. marts 2012. Arkiveret fra originalen 9. november 2013. Hentet 22. marts 2012.
80. ↑  "Tuareg rebels take Mali garrison town, say sources". Trust. Reuters. 11. marts 2012. Arkiveret fra originalen 23. november 2012. Hentet 22. marts 2012.
81. ↑  "Mauritania denies collusion as Mali rebels advance". Reuters. 14. marts 2012. Arkiveret fra originalen 14. januar 2015. Hentet 22. marts 2012.
82. ↑  AFP – Tue, 20 March 2012. "Armed Islamist group claims control in northeast Mali". Yahoo! News. Arkiveret fra originalen 28. september 2020. Hentet 22. marts 2012.
83. ↑  Dembele, Diakaridia (21. marts 2012). "Mali Military Blocks Presidential Palace After Gunshots". Bloomberg. Hentet 22. marts 2012.
84. ↑  "Mali army claims upper hand over rebels amid coup disarray". Agence France-Presse. 25. marts 2012. Arkiveret fra originalen 7. april 2012. Hentet 25. marts 2012.
85. ↑  "Renegade Mali soldiers declare immediate curfew | Reuters". Reuters. 9. februar 2009. Arkiveret fra originalen 25. juli 2012. Hentet 22. marts 2012.
86. ↑  "Renegade Mali soldiers announce takeover". BBC. 22. marts 2012. Hentet 22. marts 2012.
87. ↑  "Renegade Mali soldiers say seize power, depose Toure". Reuters. 22. marts 2012. Arkiveret fra originalen 25. juli 2012. Hentet 22. marts 2012.
88. ↑  "Au Mali, le front des putschistes se fragilise". Le Monde. 24. marts 2012. Hentet 24. marts 2012. (fransk)
89. 1 2  "International condemnation for Mali coup". Al Jazeera. 23. marts 2012. Hentet 24. marts 2012.
90. ↑  "Ecowas gives Mali leaders ultimatum to relinquish power". BBC News. 29. marts 2012. Hentet 30. marts 2012.
91. 1 2  "Malian coup leader to restore constitution". Al Jazeera. 1. april 2012. Hentet 31. marts 2012.
92. ↑  "Is Mali heading for a split?". Al Jazeera. 2. april 2012. Hentet 2. april 2012.
93. ↑  "International condemnation for Mali coup – Africa". Al Jazeera. 4. oktober 2011. Hentet 23. marts 2012.
94. ↑  Bradley Klapper (26. marts 2012). "US cuts off aid to Mali's government after coup". Associated Press. Hentet 26. marts 2012.
95. ↑  "Tuareg rebels enter key Malian town – Africa". Al Jazeera. 4. oktober 2011. Hentet 1. april 2012.
96. ↑  "Mali awaits next step after president, coup leader resign". The Daily Star. 10. april 2012. Hentet 9. april 2012.
97. ↑  "Mali's new leader threatens 'total war' against Tuareg rebels". The Daily Telegraph. 13. april 2012. Hentet 14. april 2012.
98. 1 2 3 4  "UN adopts resolution on northern Mali". BBC. 13. oktober 2012. Hentet 13. oktober 2012.
99. 1 2 3  "UN Security Council aims for intervention in Mali". Tapai Times, via AFP. 14. oktober 2012. Hentet 13. oktober 2012.
100. ↑  "Security Council paves way for possible intervention force in northern Mali". United Nations. 12. oktober 2012. Hentet 13. oktober 2012.
101. 1 2  "U.N. Security Council asks for Mali plan within 45 days". Reuters. 12. oktober 2012. Arkiveret fra originalen 13. oktober 2012. Hentet 13. oktober 2012.
102. ↑  "UN Security Council Resolution 2085". United Nations. 20. december 2012. Hentet 14. januar 2013.
103. ↑  Mali : tirs de sommation sur la ligne de démarcation, Radio France Internationale. 8. januar 2013
104. ↑  "DRC, Mali conflicts overshadow AU summit". News24. Arkiveret fra originalen 8. maj 2013. Hentet 2013-01-28.
105. ↑  www.metroxpress.dk dansk: {{{1}}}
106. ↑  "French-led troops close in on Timbuktu | News | DW.DE | 28.01.2013". DW.DE. Hentet 2013-01-28.
107. ↑  "AP INTERVIEW: Mali's secular Tuareg rebels splinter, new group says independence unrealistic". Arkiveret fra originalen 15. oktober 2012. Hentet 15. oktober 2012.
108. ↑  Al Arabiya: Tuareg rebels ready to help French forces in Mali
109. ↑  Mali-based Islamists pledge attacks on French soil (Map)
110. ↑  "Mali rebel groups 'clash in Kidal'". BBC News. 8. juni 2012.
111. ↑  "les touaregs laïques disent avoir repris Kidal". Le Figaro. 28. januar 2013. Hentet 2013-01-28.
112. ↑  "Reports: Islamists Lose Two Cities in Northern Mali". Voice of America. 28. januar 2013.
113. ↑  "Mali Islamists capture strategic town, residents flee". Reuters. 10. januar 2013. Arkiveret fra originalen 11. januar 2013. Hentet 10. januar 2013.
114. ↑  "Mali – la France a mené une série de raids contre les islamistes". Le Monde. 12. januar 2013. Hentet 2013-01-13.
115. 1 2  Irish, John. "Malian army beats back Islamist rebels with French help". Reuters. Arkiveret fra originalen 12. januar 2013. Hentet 12. januar 2013.
116. ↑  "Mali : après la mort rapide d'un officier, l'opération militaire s'annonce compliquée". Le Monde. Hentet 2013-01-13.
117. ↑  "French army says no current plan to target northern Mali". Trust.org. Reuters. Arkiveret fra originalen 12. marts 2013. Hentet 2013-01-13.
118. ↑  "French airstrikes destroy Mali rebel command center". Panarmenian.net. Hentet 2013-01-13.
119. ↑  "Hollande steps up France security over Mali and Somalia". BBC News. 12. januar 2013. Hentet 12. januar 2013.
120. ↑  "Malian army retakes central town from Islamists". Reuters. 26. december 2012. Arkiveret fra originalen 12. januar 2013. Hentet 12. januar 2013.
121. ↑  "French Gunships Stop Mali Islamist Advance". Agence France-Presse. 12. januar 2013. Arkiveret fra originalen 14. januar 2013. Hentet 12. januar 2013.
122. ↑  "Mali: Hollande réunit son conseil de Défense à l'Elysée". Libération. Arkiveret fra originalen 13. januar 2013. Hentet 2013-01-13.
123. ↑  "Gazelle Downed in French Air Raid, Soldier Killed". Aviationweek.com. Arkiveret fra originalen 12. januar 2013. Hentet 2013-01-13.
124. ↑  "France confirms Mali military intervention". BBC News. 11. januar 2013. Hentet 12. januar 2013.
125. ↑  "France: How was it dragged into the Malian conflict?". BBC News. 14. januar 2013. Hentet 14. januar 2013.
126. ↑  "Britain to send aircraft to Mali to assist French fight against rebels". The Guardian. 12. januar 2013. Hentet 12. januar 2013.
127. ↑  "ALERTE – Mali: un haut responsable d'Ansar Dine tué dans les combats à Konna". Romandie.com. Hentet 2013-01-13.
128. ↑  By BABA AHMED and RUKMINI CALLIMACHI – The Associated Press. "Northwest Herald | Hundreds of French troops drive back Mali rebels". Nwherald.com. Arkiveret fra originalen 14. januar 2015. Hentet 2013-01-13.
129. ↑  "Alakhbar | Mali: L'aviation française bombarde les positions du MUJAO à Douentza". Fr.alakhbar.info. Hentet 2013-01-13.
130. ↑  "French planes strike Mali rebel stronghold of Gao". Yahoo! News. Reuters. Arkiveret fra originalen 17. februar 2013. Hentet 2013-01-13.
131. ↑  "Mali frappes francaises sur Gao". Romandie.com.
132. ↑  "Mali frappes aeriennes francaises pres de Kidal autre bastion jihadiste". Romandie.com.
133. ↑  "Quatre Rafale de la BA 113 ont conduit des frappes aériennes près de Gao, au Mali". France 3 Champagne-Ardenne. (fransk)
134. ↑  "France pounds Islamist strongholds in northern Mali". Channel NewsAsia. Arkiveret fra originalen 16. januar 2013. Hentet 2. februar 2013.
135. ↑  "Mali: plus de 60 jihadistes tués". Le Figaro.
136. ↑  "Mali: attaque des islamistes sur la route de Bamako". Le Figaro.
137. ↑  "Mali-based Islamists pledge attacks on French soil". France 24.
138. ↑  "Mali : revivez la quatrième journée de l'opération "Serval"". BFM TV. 14. januar 2013. Hentet 18. januar 2013. (fransk)
139. ↑  France military says Mali town Konna 'not recaptured'
140. ↑  "Canadian C-17 joins allied efforts en route to Mali". CBC News. 15. januar 2013. Hentet 18. januar 2013.
141. ↑  Wenande, Christian (15. januar 2013). "Air Force cargo plane heading to Mali". The Copenhagen Post. Hentet 18. januar 2013.
142. ↑  europe online publishing house gmbh - europeonline-magazine.eu (2012-11-20). "Belgien stellt zwei Flugzeuge und einen Hubschrauber für Mali". Europeonline-magazine.eu. Arkiveret fra originalen 31. januar 2013. Hentet 2013-01-15. (tysk)
143. ↑  "Al Qaeda-linked group reportedly holding 7 Americans among 41 hostages after taking control of Algerian gas field".
144. ↑  Goh, Melisa (19. januar 2013). "Hostages, Militants Reported Dead After Assault Ends Standoff: The Two-Way". NPR. Hentet 19. januar 2013.

13°N 8°V / 13°N 8°V